# Симфониетта
Симфониетта (итал. Sinfonietta — дословно небольшая симфония) — род симфонии, характеризующийся простотой музыкального содержания, смягчением конфликтной симфонической драматургии, нередко введением частей с чертами бытового жанра. Звучание симфониетты по сравнению с симфонией за счет сокращения масштаба частей в циклической форме меньшее. Слово симфониетта впервые было применено, как считают специалисты[какие?], в 1874 году Йозефом Раффом для его сочинения ор. 188.
Состав исполнителей этого музыкального произведения ограничен: обычно малый симфонический, камерный оркестры или инструментальный ансамбль.
Для симфониетты не характерен и острый психологизм камерной симфонии.
Ранние образцы симфониетты относятся ко 2-й половине XIX века (например, op. 188 Й. Раффа и ор. 31 Н. А. Римского-Корсакова). Большее распространение жанр симфониетты получил в XX веке. Среди композиторов, которые обращались к созданию симфониетт, М. Регер, А. Цемлинский, Ф. Вайнгартнер, П. Хиндемит, Л. Яначек, Б. Бриттен, А. Руссель, Ф. Пуленк, К. Пендерецкий, Н. Я. Мясковский, С. С. Прокофьев, В. Я. Шебалин, Э. Бозза, М. С. Вайнберг, Э. Кшенек, К. С. Хачатурян, Б. А. Чайковский и другие.